# 約瑟夫·朱蘭
約瑟夫·朱蘭（Joseph M. Juran，1904年12月24日—2008年2月28日）是20世紀著名的品質管理學者。1924年，20歲的朱蘭擔任工程師，1951年出版了第一本著作《品質控制手冊》，1954年應邀到日本，為日本的管理人員講述品質管理，協助戰後的日本重建經濟，其後日本的經濟高速發展，被喻為日本奇述，朱蘭與另一位訪日的學者愛德華茲·戴明同獲日本天皇頒發二等珍寶獎。朱蘭提出的品質管理學說包括品質由策略、改進及控制組成，以及质量源于设计。